# Bosnisch-herzegowinischer Fußball-Cup 2009/10
Der bosnisch-herzegowinische Fußballpokal 2009/10 (in der Landessprache Kup Bosne i Hercegovine) wurde zum 16. Mal ausgespielt. Sieger wurde der FK Borac Banja Luka, der sich im Finale gegen den späteren Meister FK Željezničar Sarajevo durchsetzte.
Titelverteidiger war der FK Slavija Sarajevo, der in der Saison 2008/09 zum ersten Mal bosnisch-herzegowinischer Cup-Sieger wurde. In der 1. Runde fand nur ein Spiel statt, ab dem Achtelfinale gab es in jeder Runde je ein Hin- und Rückspiel. War ein Elfmeterschießen nötig, geschah dies ohne vorherige Verlängerung. Der Sieger qualifizierte sich für die zweite Qualifikationsrunde zur UEFA Europa League 2010/11.

## Teilnehmende Vereine aus den Landesverbänden
| Föderation Bosnien und Herzegowina (20) | Republika Srpska (12) |
| --- | --- |
| - NK Zvijezda Gradačac - HNK Sloga Uskoplje - FK Turbina Jablanica - NK Široki Brijeg - NK Travnik - NK Jedinstvo Bihać - NK Čelik Zenica - FK Krajina Cazin - HNK Zrinjski Mostar - NK Mladost Svilaj - FK Željezničar Sarajevo - FK Bosna Sarajevo - FK Rudar Kakanj - FK Sloboda Tuzla - FK Velež Mostar - NK Posušje - FK Sarajevo - FK Radnik Hadžići - FK Olimpik Sarajevo - NK Radnik Lipnica | - FK Rudar Prijedor - FK Sutjeska Foča - FK Slavija Sarajevo - FK Kozara Gradiška - FK Modriča Maksima - FK Sloboda Novi Grad - BSK Banja Luka - FK Borac Banja Luka - FK Proleter Teslić - FK Leotar Trebinje - FK Laktaši - FK Sloga Doboj |

## 1. Runde
Die Spiele fanden zwischen dem 8. und 23. September 2009 statt.
|                         | Ergebnis        |                      |
| ----------------------- | --------------- | -------------------- |
| FK Modriča Maksima      | 7:1             | FK Sloboda Novi Grad |
| FK Proleter Teslic      | 2:3             | FK Leotar Trebinje   |
| FK Željezničar Sarajevo | 1:0             | FK Bosna Sarajevo    |
| FK Rudar Prijedor       | 4:1             | FK Sutjeska Foca     |
| HNK Sloga Uskoplje      | 2:2 (5:4 i. E.) | NK Zvijezda Gradačac |
| FK Slavija Sarajevo     | 2:0             | FK Turbina Jablanica |
| FK Kozara Gradiška      | 0:4             | NK Široki Brijeg     |
| NK Travnik              | 2:1             | NK Jedinstvo Bihać   |
| HNK Zrinjski Mostar     | 4:0             | NK Mladost Svilaj    |
| FK Rudar Kakanj         | 0:2             | FK Sloboda Tuzla     |
| FK Velež Mostar         | 4:0             | BSK Banja Luka       |
| FK Borac Banja Luka     | 03:0 1          | NK Posušje           |
| FK Sarajevo             | 4:0             | FK Radnik Hadžići    |
| FK Olimpik Sarajevo     | 4:2             | NK Radnik Lipnica    |
| FK Laktaši              | 0:2             | FK Sloga Doboj       |
| NK Čelik Zenica         | 4:2             | FK Krajina Cazin     |

## Achtelfinale
Die Hinspiele fanden am 29. und 30. September 2009 statt, die Rückspiele am 21. und 22. Oktober 2009.
|                     | Gesamt    |                         | Hinspiel | Rückspiel |
| ------------------- | --------- | ----------------------- | -------- | --------- |
| NK Čelik Zenica     | 1:3       | FK Slavija Sarajevo     | 1:0      | 0:3       |
| FK Sarajevo         | (a)1:1(a) | HNK Zrinjski Mostar     | 1:1      | 0:0       |
| FK Leotar Trebinje  | 4:0       | FK Olimpik Sarajevo     | 3:0      | 1:0       |
| NK Travnik          | 1:3       | FK Sloboda Tuzla        | 1:1      | 0:2       |
| HNK Sloga Uskoplje  | 1:3       | FK Rudar Prijedor       | 1:2      | 0:1       |
| FK Velež Mostar     | 1:2       | FK Željezničar Sarajevo | 0:0      | 1:2       |
| FK Modriča Maksima  | 2:3       | FK Sloga Doboj          | 1:2      | 1:1       |
| FK Borac Banja Luka | 3:1       | NK Široki Brijeg        | 2:0      | 1:1       |

## Viertelfinale
Die Hinspiele fanden am 28. Oktober 2009 statt, die Rückspiele am 11. November 2009.
|                         | Gesamt |                     | Hinspiel | Rückspiel |
| ----------------------- | ------ | ------------------- | -------- | --------- |
| FK Sloga Doboj          | 0:3    | HNK Zrinjski Mostar | 0:2      | 0:1       |
| FK Leotar Trebinje      | 0:4    | FK Borac Banja Luka | 0:3      | 0:1       |
| FK Slavija Sarajevo     | 2:0    | FK Sloboda Tuzla    | 2:0      | 0:0       |
| FK Željezničar Sarajevo | 3:0    | FK Rudar Prijedor   | 3:0      | 0:0       |

## Halbfinale
Die Hinspiele fanden am 23. und 24. März 2010 statt, die Rückspiele am 14. April 2010.
|                         | Gesamt |                     | Hinspiel | Rückspiel |
| ----------------------- | ------ | ------------------- | -------- | --------- |
| FK Željezničar Sarajevo | 4:2    | HNK Zrinjski Mostar | 3:1      | 1:1       |
| FK Slavija Sarajevo     | 2:3    | FK Borac Banja Luka | 2:2      | 0:1       |

## Finale

### Hinspiel
| Paarung                 | FK Borac Banja Luka – FK Željezničar Sarajevo |
| Ergebnis                | 1:1 (1:0) |
| Datum                   | 5. Mai 2010 um 20:15 Uhr |
| Stadion                 | Gradski Stadion, Banja Luka |
| Zuschauer               | 11.000 |
| Schiedsrichter          | Edin Jakupović |
| Tore                    | 1:0 Ljubiša Vukelja (11.) 1:1 Edin Višća (83.) |
| FK Borac Banja Luka     | Marco Sušac – Milan Stupar, Vule Trivunović, Leonid Ćorić, Drasko Žarić – Duško Sakan, Perica Stančeski, Miroslav Stevanović, Oliver Jandrić (65. Dragomir Vukobratović), Saša Kajkut (86. Aleksandar Petrović), Ljubiša Vukelja Cheftrainer: Zoran Marić ( Serbien)   |
| FK Željezničar Sarajevo | Ibrahim Šehić – Delimir Bajić, Mirko Radovanović, Elvis Mešić, Semir Kerla – Milan Ćulum, Muamer Svraka (46. Edin Višća), Sead Bučan (65. Srđan Stanić), Samir Bekrić – Mirsad Bešlija (86. Goran Perak), Lazar Popović Cheftrainer: Amar Osim Bosnien und Herzegowina |

### Rückspiel
| Paarung                 | FK Željezničar Sarajevo – FK Borac Banja Luka |
| Ergebnis                | 2:2 (0:2) |
| Datum                   | 19. Mai 2010 um 20:15 Uhr |
| Stadion                 | Stadion Grbavica, Sarajevo |
| Zuschauer               | 14.000 |
| Schiedsrichter          | Dragan Skakić |
| Tore                    | 0:1 Miroslav Stevanović (6.) 0:2 Saša Kajkut (26.) 1:2 Edin Višća (49.) 2:2 Mirsad Bešlija (55.) |
| FK Željezničar Sarajevo | Ibrahim Šehić – Delimir Bajić, Mirko Radovanović, Elvis Mešić, Predrag Simić (72. Damir Rovčanin) – Milan Ćulum, Muamer Svraka, Edin Višća, Sead Bučan, Mirsad Bešlija – Alen Meanović, Lazar Popović Cheftrainer: Amar Osim ( Bosnien und Herzegowina)                |
| FK Borac Banja Luka     | Marco Knežević – Milan Stupar, Vule Trivunović, Bojan Petrić (17. Nemanja Damjanovi), Drasko Žarić – Duško Sakan, Perica Stančeski, Miroslav Stevanović, Oliver Jandrić – Saša Kajkut (83. Dragomir Vukobratović), Ljubiša Vukelja Cheftrainer: Zoran Marić ( Serbien) |